# Eutychios (exarque)
Eutychios ou Eutychius est deux fois exarque de Ravenne (710-713 puis 727-751).
Rien n'est connu à propos de son premier mandat excepté qu'il succède à Jean III Rhizocope en 710 et qu'il est remplacé par Scholastique vers 713.
Il redevient exarque de Ravenne en 727, nommé par l’empereur byzantin Léon III l’Isaurien, alors que de violentes rébellions enflamment Rome, Ravenne et bientôt presque toute l’Italie. Cette fonction avait été créée à la fin du VIe siècle après l’invasion des Lombards, qui laisse l’Italie byzantine amputée de vastes régions. On désignait généralement à ce poste un proche de l’empereur, souvent un cubiculaire (chambellan des appartements privés) ou un chartularius sacri palati (administrateur du personnel du palais impérial) en qui le souverain pouvait avoir une totale confiance. Eunuque au service de l’empereur à la cour, c’est sans doute cette condition qui a conduit Eutychios à entrer dans le cercle immédiat de l’empereur, d’abord à titre de chambellan de la chambre impériale. C’est aussi ce statut d’eunuque qui explique que nous ne savons rien de ses origines - à l’exception de son nom, certainement de provenance grecque - puisque les eunuques étaient, selon la tradition, retirés de leurs familles. À l’instar de presque tous les exarques, Eutychios était honoré de la dignité de patrice : selon le Liber Pontificalis, sa titulature s’écrivait : Eutychius patricius et exarchus.
Eutychios a su demeurer au pouvoir pendant de longues années - une rareté parmi ses pairs - soit de 727 à 751. Ravenne tombée aux mains des Lombards en 751, il fut le dernier exarque d’Italie.

## L’exarchat au début du huitième siècle

L'Empire byzantin vers 650.

Avant l’arrivée d’Eutychios, l’Italie byzantine était périodiquement à feu et à sang, ravagée et appauvrie par les invasions lombardes, écartelée depuis le VIIe siècle entre Constantinople et Rome, tant pour des questions de doctrine religieuse, que les empereurs s’avisaient de plus en plus à transformer par édits impériaux sans le concours du pape- que de questions administratives, telle l’imposition de lourdes taxes tant à l’Église qu’aux citoyens.
La proclamation de l’empereur Constant II en 666 de l’autocéphalie envers l'archevêché de Ravenne qui lui accordait le privilège de se soustraire à la juridiction directe de Rome a eu pour effet d’opposer les archevêchés de Rome et de Ravenne alors qu’elle renforçait le statut des archevêques de Ravenne comme partenaires incontournables de l’administration byzantine.
C’est ainsi que Constantinople, distante de l’exarchat d’une cinquantaine de jours de navigation, s’est graduellement aliéné l’attachement du chef spirituel de l’Église de Rome, lequel pourra bientôt compter sur le soutien des fidèles durant la crise de l’iconoclasme.
Au même moment, on avait peu à peu décentralisé la gouvernance militaire dans l’exarchat. Au départ nommés par l’exarque, les généraux de l’armée étaient devenus avec le temps des dux locaux élus par leurs garnisons, elles aussi de plus en plus enracinées dans leur communauté puisqu’on en recrutait les membres sur place et qu’au fil du temps, on dénombrait plusieurs propriétaires fonciers parmi les soldats. Dans un territoire constamment menacé par ses ennemis, l’armée jouissait d’un rôle considérable au sein de la société : une armée dont l’identité et les intérêts étaient de plus en plus étroitement associés à sa localité faisait d’elle une force prépondérante de la société ravennate, aux dépens de l’autorité du représentant de l’empereur.
À ces changements s’ajoutent le phénomène inéluctable du manque de ressources croissant que l’Empire affecte à l’exarchat - Constantinople étant aux prises avec les Avars, les Arabes puis les Bulgares. Souvent privé de soutien, étranger au sein d’une population avec qui il a peu de liens, l’exarque a vu son pouvoir s’éroder au cours du VIIe siècle. La conversion des Lombards au catholicisme au milieu du siècle viendra modifier le rapport de force avec la papauté et va contribuer à fragiliser l’exarque au sein de l’échiquier politique de l’Italie.

## La mission de l’empereur à Eutychios

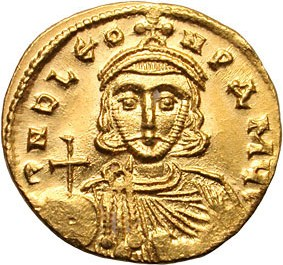
Image de Léon III gravée sur un solidus d'or.

Lorsqu’il s’embarque pour Naples en 727, Eutychios reçoit de l’empereur la même mission qui avait coûté la vie à son prédécesseur, l’exarque Paul, dans une Italie en rébellion : assassiner le pape Grégoire II et mâter les agitateurs dans son entourage. Aussitôt accosté, il envoie un de ses émissaires à Rome rassembler une cohorte d’hommes afin d’exécuter son plan. L’émissaire sera cependant capturé et c’est l’intervention directe du pontife qui le sauve de la mort aux mains des gardes du palais du Latran. Cet attentat sur la vie du chef de l’Église a cependant valu au nouvel exarque d’être excommunié et de recevoir un anathème de la population romaine.
Eutychios se tourne alors vers le roi Lombard Liutprand et le comble de somptueux cadeaux afin de l’amener à conclure un pacte : si Liutprand accepte de marcher sur Rome et aide Eutychios à soumettre le pape, en retour, l’exarque interviendra avec ses hommes auprès des deux vassaux indépendants du roi Lombard, les ducs de Spolète et du Bénévent, voisins et alliés de Grégoire, et les subjuguera en faveur de Liutprand. Dès lors, Liutprand pourra étendre son hégémonie sur le royaume Lombard et l’exarque réaliser sa mission contre le pape.

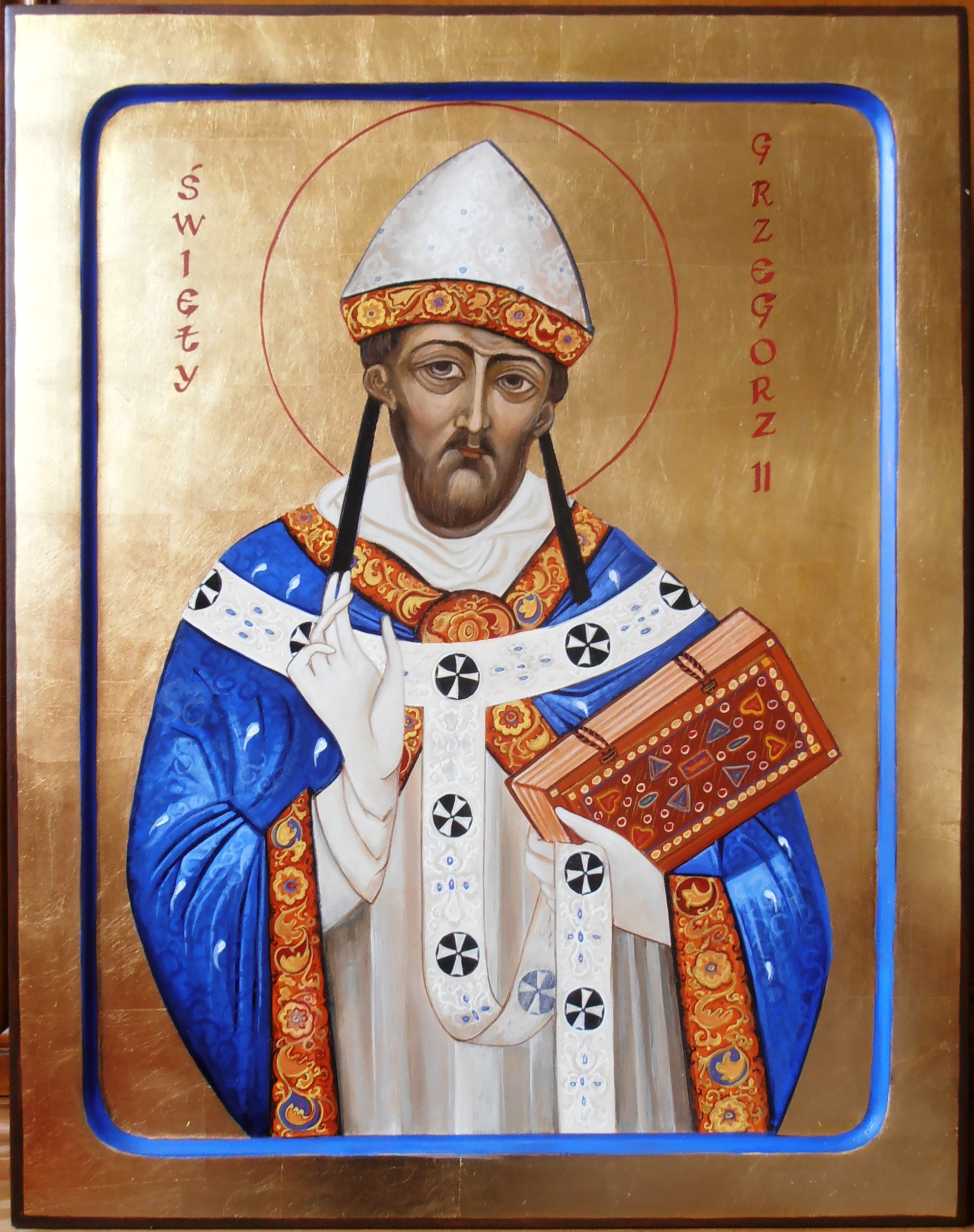
Icône orthodoxe du pape canonisé Saint Grégoire II.

Eutychios et Liutprand réussissent sans grand coup d’éclat leur campagne contre les duchés de Spolète et Bénévent. Mais alors qu’ils étaient en route vers Rome, Grégoire II les déjoue en se rendant lui-même à la rencontre du roi l’implorer de faire la paix; on rapporte que Liutprand, impressionné par le discours du pape, s’est prosterné devant le souverain pontife et promit de se retirer. Au cours de leur échange, le chef de guerre s’empresse même de convaincre Grégoire que celui-ci devait renouer sa bonne entente avec le représentant de l’Empire. Devant la tournure des évènements, l’exarque continue alors sa route vers Rome avec le pontife et accepte son hospitalité au siège épiscopal... Pour l’historien Jan Hallenbeck, il est possible que Liutprand se soit laissé entraîner dans cette aventure pour mieux manœuvrer Eutychios à ses fins : assujettir enfin les duchés de Spolète et du Bénévent.
Par ailleurs, Grégoire II a été en mesure de démontrer à nouveau sa loyauté envers l’Empire quelque temps plus tard lorsqu’il informe Eutychios qu’un usurpateur nommé Tibère Petasius s’est autoproclamé empereur en Tuscie romaine et a reçu l’allégeance des garnisons de Luna, Blera et Manturia. Le pape a même proposé sa propre armée à l’exarque pour l'aider à combattre les insurgés : Eutychios part à l’assaut contre Petasius et l’achève. C’est ainsi que débute l’exarchat d’Eutychios en Italie.

## La crise de l’iconoclasme en Italie
Toujours au cours du pontificat de Grégoire II, l’empereur Léon l’Isaurien décida de bannir le culte des images dans l’Empire : convaincu que l’iconographie religieuse pouvait entraîner l’idolâtrie chez les fidèles, voire la colère de Dieu, Léon se met à prononcer des discours expliquant les dangers de la vénération des icônes et fait enlever une image du Christ au-dessus de la porte d’entrée de son Grand Palais. Malgré l’opposition du pape et du patriarche de Constantinople, les deux plus importantes têtes dirigeantes de son clergé, et après avoir entamé d’âpres négociations avec les deux, Léon va de l’avant et proclame l’ « édit iconoclaste » en 730 qui ordonne la destruction de toutes les images religieuses sur son territoire.
Tout l’Empire est secoué de révoltes contre cette interdiction : de Constantinople à l’Italie en passant par la Grèce, les populations se divisent en deux camps, les iconoclastes, du côté de l’empereur et les iconodoules, dont beaucoup à Rome et autour, dans le camp du souverain pontife - et les Constantinopolitains rangés autour du patriarche Germain. Il appert que durant cette période, Eutychios, désormais plus prudent dans ses relations avec le pape, « n’appliqua pas, en tout cas à Rome, le décret iconoclaste de Léon III ».

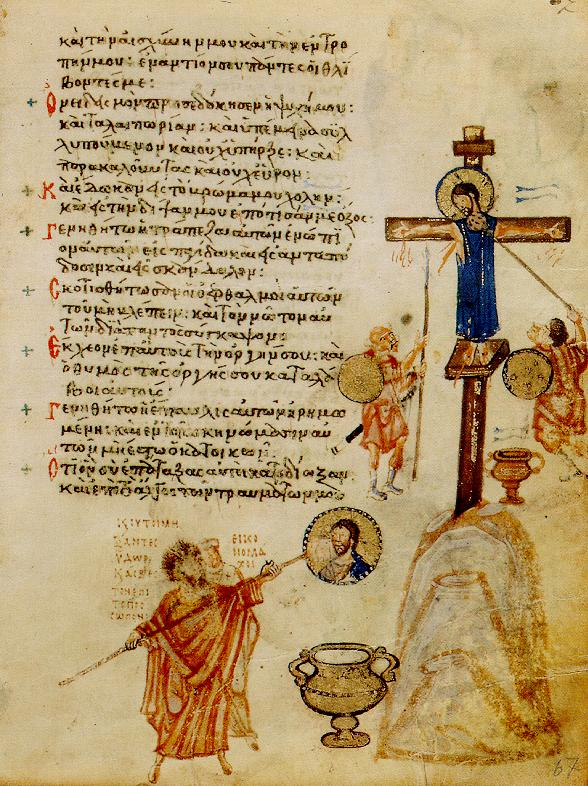
Page du Psautier Chludov qui illustre le patriarche du IXe s. Jean VII détruisant une image.

Outré de l’opposition du patriarche de sa ville, Léon le démet et fait élire Anastase, plus accommodant. Lorsqu’il apprend l’éviction de Germain, Grégoire II refuse de reconnaître le nouvel évêque et menace de le déposer.
Grégoire II meurt en pleine tourmente des images en 731 et est remplacé trente-cinq jours plus tard par Grégoire III, lequel est précipité dans le débat qui fait rage entre l’empereur et la papauté. Son premier geste fut de convoquer un synode à Rome en 731 condamnant l’iconoclasme et menaçant d’exclure de l’Église tous ceux qui soutiennent l’hérésie. L’empereur réplique par une déclaration qualifiant le pape de rebelle, doublée d’une imposante flotte de guerre au départ de Constantinople; malheureusement pour Léon, celle-ci fait naufrage dans l’Adriatique et l’expédition est abandonnée. Non content d’en rester là, l’empereur décide alors de punir l’Église de Rome en confisquant la Calabre, la Sicile, la Crète et l’Illirie en vue de la priver de 250 000 solidi annuels de revenus et de transférer les provinces à l’archevêché de Constantinople.
Pris entre Rome et Constantinople, Eutychios a tout de même cru bon à cette époque de raffermir les liens avec la papauté de Grégoire III en lui faisant cadeau de six colonnes d’onyx que le pape disposa dans la Basilique de Saint-Pierre.

## La reprise des hostilités par les Lombards
Entre 735 et 737, un prince Lombard de la famille de Liutprand assiège Ravenne. Eutychios se réfugie à Venise, toujours district impérial, et demande l’aide de son administration pour reconquérir la capitale pendant que le pape décide d’intervenir en sa faveur auprès du doge Ursus de même qu’auprès de son archevêque. Venise accepte d’assister l’exarque et le raccompagne avec une flotte jusqu’à Ravenne, qu’Eutychios réussit à reprendre.
Grégoire III décédé en 741, c’est le pape Zacharie qui le remplace. C’est également en 741 que l’empereur Léon III meurt, remplacé par son fils Constantin V, connu pour avoir poursuivi les politiques religieuses et militaires de son père.

## La chute
Le pontificat de Zacharie débute par une nouvelle querelle avec le roi Liutprand, cette fois à propos du duché de Spolète, que Grégoire III avait déjà défendu contre le roi Lombard à la veille de sa mort. Cette fois, en habile politicien, le souverain pontife décide de se déplacer en grande pompe, accompagné de son haut clergé, rencontrer Liutprand en personne à Terni. La visite fait du plus bel effet sur le roi Lombard et les deux s’entendent sur un traité de paix de vingt ans entre Rome et la Lombardie.
Deux ans plus tard, Liutprand lance une campagne contre Ravenne : Eutychios, l’archevêque de Ravenne et l’élite Ravennate enjoignent le pape de les secourir. Lorsque les ambassadeurs du pontife reviennent de la capitale lombarde sans résultat, Zacharie décide à nouveau de se rendre à la rencontre de Liutprand, faisant d’abord escale dans l’exarchat pour calmer le jeu. Jeffrey Richards écrit que « la scène de l’exarque suppliant le pape de sauver Ravenne des Lombards témoigne plus que tout de l’affaiblissement considérable de l’exarchat et du transfert d’autorité, en Italie Byzantine, du gouvernement impérial à la papauté » [traduction libre].

L'exarchat et le royaume Lombard à la mort de Liutprand en 744.

La fragilité de l’exarchat semble raviver les ambitions territoriales des Lombards puisque le successeur de Liutprand, un duc sanguinaire nommé Aistulf, se prépare déjà à l’attaquer une fois couronné. Il prend d’abord Comacchio et Ferrare : Ravenne tombe en 751. Constantinople n’intervient pas pour la soutenir.

## La question des dates et celle des sources
Étant donné le manque de précision dans les sources au sujet des dates des évènements durant l’administration d’Eutychios en Italie, plusieurs demeurent incertaines. De plus, on remarque certains faits contradictoires au sujet d’Eutychios dans les ouvrages d’histoire récents - à commencer par l’hypothèse qu’il aurait exercé la charge d’exarque de Ravenne entre 710 et 713. Par exemple, dans son ouvrage déjà cité ici, Charles Diehl écrit « plus d'une fois un exarque sorti de charge fut investi une seconde fois du gouvernement de la péninsule (...) et celui-ci mentionne, à titre d’exemple, au bas de la page : « Ainsi Smaragdus, Théodore, Eutychios ». Plus loin, à la page 363, Diehl précise : « Léon III envoya en Italie un nouvel exarque, Eutychios, qu'une administration antérieure avait mis au courant des affaires de la péninsule (...) ». Quant à lui, l’historien Jeffrey Richards, dans son livre sur l’histoire des papes du haut Moyen Âge, introduit Eutychios en le désignant d’ancien exarque. Par contre, dans la biographie d’Eutychios qu’il présente à l’intérieur du « Dizionario Biografico degli Italiani », Thomas S. Brown précise à ce sujet que la thèse d'un exarchat d'Eutychios antérieur à 727 tient sur le manque d'information relative aux autres exarques pendant ces années et également sur une interprétation erronée de l'expression qui dudum exarchus fuerat, au sujet d’Eutychios, dans la seconde édition de la biographie du pape Grégoire II du Liber pontificalis (dudum devant être compris comme « depuis longtemps » plutôt que « précédemment »).
Par ailleurs, dans son passage sur Eutychios, l’ouvrage académique de référence Oxford Dictionary of Byzantium attribue les dates d’exercice de l’exarque comme « ca.728–ca.751 » sans aucune mention d’un exarchat antérieur tout comme la prosopographie d’Eutychios publiée par De Gruyter, plus ancienne, établit la date d’entrée en fonction d’Eutychios à 727, bien que le texte fasse aussi mention - sans élaborer ou traduire - de l'expression qui dudum exarchus fuerat, extraite de la même biographie du pape Grégoire II. Dès lors l’hypothèse d’un premier mandat d’Eutychios à Ravenne ne peut être démontrée tout comme elle ne peut être exclue. Néanmoins, la plupart des historiens s’entendent pour établir la date d’entrée en fonction d’Eutychios en Italie à 727.
Finalement, les faits se rapportant à la fin de l’exarchat de Ravenne et par extension, à la fin du rôle d’Eutychios dans son histoire, soulèvent aussi une question non résolue à ce jour : dans ce qu’il qualifie de « texte unique de la Chronique de Salerne », Charles Diehl cite la phrase : Euthicius Romanorum Patricius se Aystulfo tradidit simulque Comiaclum atque Ferrariam seu et Istriam pugnando optinuit tirée de cette source attribuée à un moine du Xe siècle. Or, la phrase, que l’on peut traduire par « Eutychios, patrice des Romains, se rendit à Aistulf en même temps qu'Aistulf prît en combattant Comacchio, Ferrare et aussi l'Istrie » indique que ni l’exarque ni son armée n’auraient combattu le nouveau roi Lombard Aistulf arrivé aux portes de Ravenne, mais auraient plutôt livré la ville sans opposer de force. C’est également la version soutenue par le spécialiste Ottorino Bertolini lors d’un colloque du Centre d'Italien d'études sur le Haut Moyen Âge, version que Thomas Brown appuie dans sa contribution au « Dizionario Biografico degli Italiani » cité précédemment, lorsqu’il écrit : « Quand Aistulf (...) reprit les hostilités et investit en 751 - peut-être avec l'aide des Vénitiens et de dissidents de Ravenne - Ravenne elle-même, Eutychios a été forcé de se rendre et d'abandonner la ville à l'ennemi » [traduction libre]. La domination Byzantine en Italie du Nord venait de prendre fin sans aucune résistance.
La majeure partie des ouvrages à ce jour font peu de cas de cette fin singulière, se contentant de mentionner l’année 751 comme date de la chute de Ravenne. Pourtant, si l’on se fie à l'épisode décrit dans la Chronique de Salerne, la capitulation d’Eutychios désertant la ville qui fût la capitale de l’exarchat d’Italie pendant deux siècles, représente une fin peu reluisante... sans oublier que cet abandon signifiait la fin de la mainmise de Byzance sur le symbole le plus éclatant de son identité depuis Constantin : Rome.

## Conclusion
Dès le début de sa charge à titre d’exarque, Eutychios a gouverné en pratiquant une politique d'alliances avec les forces politiques du moment, négociant tantôt des échanges, tantôt des compromis ou des faveurs. Qu’il ait su garder le pouvoir pendant près d’un quart de siècle témoigne de son habileté, pour un gouverneur privé des effectifs nécessaires, à retarder la prise de l’exarchat alors que l’Empire est monopolisé en Orient par un conflit avec les Arabes.